# Потенциал седиментации

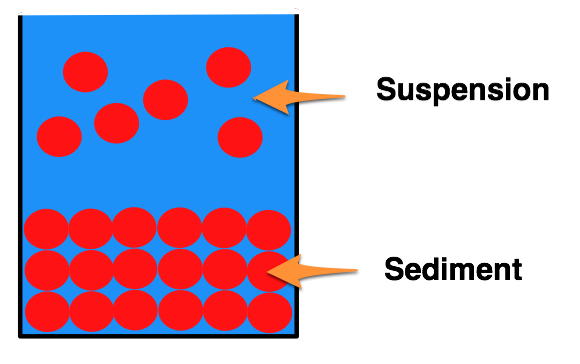
Потенциал седиментации

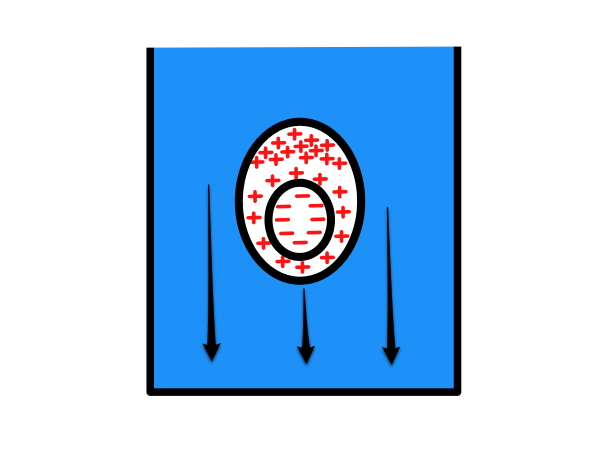
Частица, приобретающая потенциал, в процессе седиментации

Эффект Дорна (потенциал седиментации, 1878) — возникновение разности потенциалов между погруженными в жидкость с оседающими частицами электродами, один из которых помещён у дна сосуда, а другой — в верхней его части. При этом частицы, взвешенные в этой жидкости, перемещаются в одном направлении под действием либо силы тяжести, либо ультразвукового или центробежного поля.
При совпадении направления движения отдельных частиц с направлением их электрических полей возникает макроскопическое электрическое поле Е, направление которого параллельно направлению движения частиц. Между двумя электродами, находящимися в жидкости, можно измерить разность потенциалов.
Этот потенциал называют седиментационным потенциалом, или потенциалом оседания. Суммирование электрических полей частиц нетрудно осуществить, если среднее расстояние между ними lср намного больше размера частицы (l >> R).
Эффект Дорна противоположен электрофорезу.